# Laura Harring
Laura Elena Martínez Herring (Los Mochis, Sinaloa, 3 de marzo de 1964) conocida por su nombre artístico Laura Harring, es una actriz mexicana que ha actuado en cine, televisión y teatro internacional.
A los 10 años su familia se mudó a San Antonio, Texas y a los 16 se fue a estudiar a Suiza. Después de viajar por el mundo regresó a Estados Unidos para participar en el concurso Miss USA 1985 el cual ganó, para convertirse en la primera latina en obtener ese título, el cual, le dio del derecho a representar a Estados Unidos en el concurso Miss Universo, logrando clasificar dentro de las 10 semifinalistas.
En 1990, obtuvo un pequeño papel en la telenovela General Hospital .  En 1992 participa en el videoclip "Me estoy enamorando" del grupo estadounidense de tex mex La Mafia logrando más popularidad entre el público hispano, y tras algunos años empezó su larga carrera en cine, siendo recordada principalmente por su papel en la película de culto Mulholland Drive del célebre director David Lynch, en donde compartió créditos con la actriz Naomi Watts.  Actualmente realiza una actuación especial en Gossip Girl  como Evelyn Bass.

## Filmografía

### Cine
| Año  | Título                                          | Personaje                          | Notas                                                  |
| ---- | ----------------------------------------------- | ---------------------------------- | ------------------------------------------------------ |
| 1989 | Silent Night, Deadly Night 3: Better Watch Out! | Jerri                              |                                                        |
| 1990 | The Forbidden Dance                             | Nisa                               |                                                        |
| 1991 | Dead Women in Lingerie                          | Marcia                             |                                                        |
| 1994 | Exit to Eden                                    | M.C. Kindra                        |                                                        |
| 1997 | Black Scorpion II: Aftershock                   | Babette                            |                                                        |
| 1997 | Hoover Park                                     | Desconocida                        |                                                        |
| 2000 | Little Nicky                                    | Sra. Dunleavy                      |                                                        |
| 2001 | Final Payback                                   | Gina Carrillo                      |                                                        |
| 2001 | Feather Pimento                                 | Mujer de rojo                      | Corto                                                  |
| 2001 | Mulholland Drive                                | Camilla Rhodes / Rita              | ALMA Award for Outstanding Actress in a Motion Picture |
| 2002 | John Q.                                         | Gina Palumbo                       |                                                        |
| 2002 | Derailed                                        | Galina Konstantin                  |                                                        |
| 2002 | Rabbits                                         | Jane                               |                                                        |
| 2003 | Willard                                         | Cathryn                            |                                                        |
| 2003 | Loco Love                                       | Catalina                           |                                                        |
| 2003 | The Poet                                        | Paula                              |                                                        |
| 2004 | The Punisher                                    | Livia Saint                        |                                                        |
| 2005 | All Souls Day                                   | Martia                             |                                                        |
| 2005 | The King                                        | Twyla                              |                                                        |
| 2006 | Walkout                                         | Francis Crisostomo                 |                                                        |
| 2006 | Inland Empire                                   | Jane Rabbit / Invitada a la fiesta |                                                        |
| 2007 | Ghost Son                                       | Stacey                             |                                                        |
| 2007 | Nancy Drew                                      | Dehlia Draycott                    |                                                        |
| 2007 | Love in the Time of Cholera                     | Sara Noriega                       |                                                        |
| 2008 | One Missed Call                                 | Mamá de Beth                       | Cameo                                                  |
| 2008 | The Caller                                      | Eileen                             |                                                        |
| 2009 | Drool                                           | Anora Fleece                       |                                                        |
| 2010 | Kluge                                           |                                    |                                                        |
| 2011 | Elwood                                          | Julie Jacobs                       | Corto                                                  |
| 2013 | Return to Babylon                               | Alla Nazimova                      |                                                        |
| 2014 | Ice Scream                                      | Wendy                              |                                                        |
| 2014 | Manson Girls                                    | Alice Rainer                       |                                                        |
| 2014 | Sex Ed                                          | Lupe                               |                                                        |
| 2016 | The Thinning                                    | Georgina Preston                   |                                                        |
| 2016 | Inside                                          | La mujer                           |                                                        |
| 2016 | Love Kills                                      | Rosa                               |                                                        |
| 2018 | Taco Shop                                       |                                    |                                                        |
| 2018 | The Thinning: New World Order                   | Georgina Preston                   |                                                        |

### Televisión
| Año        | Título                                       | Personaje                     | Notas                                                                  |
| ---------- | -------------------------------------------- | ----------------------------- | ---------------------------------------------------------------------- |
| 1987       | The Alamo: 13 Days to Glory                  | Novia de Santa Anna           | Película de televisión                                                 |
| 1988       | Desperado: Avalanche at Devil's Ridge        | Desconocida                   | Película de televisión                                                 |
| 1988       | Beauty and the Beast                         | Carmen                        | Episodio: "The Alchemist"                                              |
| 1989       | Alien Nation                                 | Fémina recién llegada         | Episodio: "Three to Tango"                                             |
| 1990–91    | General Hospital                             | Carla Greco                   | Recurrente                                                             |
| 1992       | Baywatch                                     | Princesa Catherine Randenberg | Episodio: "Princess of Tides"                                          |
| 1993       | Blossom                                      | Enfermera                     | Episodio: "The Fifty-Minute Hour"                                      |
| 1993       | Rio Diablo                                   | Maria Benjamin                | Película de televisión                                                 |
| 1995       | Empire                                       | Gabriella Cochrane            | Piloto. Sin éxito                                                      |
| 1995–96    | Flipper                                      | Garcia                        | 3 episodios                                                            |
| 1996       | Baywatch Nights                              | Charlotte 'Charlie' McBride   | Episodio: "Thin Blood"                                                 |
| 1996, 1999 | Silk Stalkings                               | Paula Houston / Yvette        | Episodios: "Family Values", "Cook's Tour"                              |
| 1997       | Sunset Beach                                 | Paula Stevens                 | Series regular, 141 episodes                                           |
|            |                                              |                               | Nominated — ALMA Award for Outstanding Actress in a Daytime Soap Opera |
| 1997       | California                                   | Christina Guevara             | Piloto. Sin éxito (spin-off de "Dr. Quinn, Medicine Woman")            |
| 1998       | Frasier                                      | Rebecca Wendell               | Episodio: "Dial M for Martin" (T 6, Epi 3)                             |
| 2000       | Beyond Belief: Fact or Fiction               | Mujer misteriosa              | Episodio: "Episode 30" Segment: Deadbeat Daddy                         |
| 2000       | Black Scorpion                               | Ariana                        | Episodio: "Out of Thin Air"                                            |
| 2000       | A Family in Crisis: The Elian Gonzales Story | Marisleysis Gonzalez          | Película de televisión                                                 |
| 2003       | Law & Order: Special Victims Unit            | Joan Quentin                  | Episodio: "Perfect"                                                    |
| 2006       | The Shield                                   | Rebecca Doyle                 | 8 Episodios                                                            |
| 2007       | My Neighbor’s Keeper                         | Kate Powell                   | Película de televisión                                                 |
| 2009       | Gossip Girl                                  | Evelyn Bassn / Elizabeth      | 4 Episodios                                                            |
| 2010       | Law & Order: Criminal Intent                 | Marta Caldera                 | Episodio: "True Legacy" (T 9, Epi 12)                                  |
| 2012-19    | NCIS: Los Ángeles                            | Julia Feldman                 | 5 Episodios                                                            |
| 2014–15    | Chasing Life                                 | Olivia Ortiz                  | Episodios: "Guess Who's Coming to Donate?", "First Person"             |

- La Defensora de la Ley: Expediente Clasificado (1998) (telefilm) (Da vida a Terry MacNamara). Película basada en la serie de TV (1992-1996)
- La Defensora de la Ley: El día del Juicio Final (2000) (telefilm) (Da vida a Terry MacNamara). Película basada en la serie de TV (1992-1996)
- La Defensora de la Ley: El tesoro perdido (2000) (telefilm) (Da vida a Terry MacNamara). Película basada en la serie de TV (1992-1996)

- La Defensora de la Ley (1992-1996) (Da vida a Terry MacNamara) 4 Temporadas - 92 episodios
- La Defensora de la Ley (2001-2006) (Da vida a Terry MacNamara) 5 Temporadas - 110 episodios